# Georgianne Walken
Georgianne Walken (de soltera Thon; nacida en 1939) es una directora de casting estadounidense.
Junto a su compañera Sheila Jaffe (conocidas como Walken/Jaffe), han sido directoras de casting de más de 80 shows televisivos y películas desde 1990, incluyendo las series Los Soprano y Entourage, y películas como Basquiat, Monkeybone, Bedazzled, Black Knight, Two Girls and a Guy, Subway Stories y varias de las películas dirigidas por Steve Buscemi. La primera película en la que trabajaron fue End of the Night (1990).
Además tuvo un pequeño papel como actriz en un capítulo de Los Soprano en 2006, como también en Brainstorm, una película de 1983 protagonizada por su marido, Christopher Walken. La pareja ha estado casada desde 1969 y viven en la zona rural de Connecticut.